# موتوبی
موتوبی (انگلیسی: Motobi) شرکت موتورسیکلت‌سازی ایتالیایی است، که در سال ۱۹۴۹ تأسیس شد.